# Call Me When You're Sober
Call Me When You're Sober is de leadsingle afkomstig van het album The Open Door van de Amerikaanse band Evanescence.

## Betekenis
In "Call Me When You're Sober" zingt zangeres Amy Lee openlijk over de drankproblemen van haar ex-vriend Shaun Morgan, bekend van de band Seether. Hij was hier zelf niet zo blij mee.

## Videoclip
De videoclip voor het nummer is opgenomen in de tweede week van juli door Marc Webb. De video ging op 7 augustus in première in de Verenigde Staten. Bronnen dicht bij het platenlabel Wind-Up vertelden dat de video gebaseerd is op het sprookje Roodkapje.
De Britse acteur Oliver Goodwill speelt de mannelijke hoofdrol in de clip.

## Tracklist
1. Call Me When You're Sober (albumversie)
2. Call Me When You're Sober (akoestisch)

| Call Me When You're Sober in de Nederlandse Top 40 - binnen: 2 september 2006 | Call Me When You're Sober in de Nederlandse Top 40 - binnen: 2 september 2006 | Call Me When You're Sober in de Nederlandse Top 40 - binnen: 2 september 2006 | Call Me When You're Sober in de Nederlandse Top 40 - binnen: 2 september 2006 | Call Me When You're Sober in de Nederlandse Top 40 - binnen: 2 september 2006 | Call Me When You're Sober in de Nederlandse Top 40 - binnen: 2 september 2006 | Call Me When You're Sober in de Nederlandse Top 40 - binnen: 2 september 2006 | Call Me When You're Sober in de Nederlandse Top 40 - binnen: 2 september 2006 | Call Me When You're Sober in de Nederlandse Top 40 - binnen: 2 september 2006 | Call Me When You're Sober in de Nederlandse Top 40 - binnen: 2 september 2006 | Call Me When You're Sober in de Nederlandse Top 40 - binnen: 2 september 2006 | Call Me When You're Sober in de Nederlandse Top 40 - binnen: 2 september 2006 | Call Me When You're Sober in de Nederlandse Top 40 - binnen: 2 september 2006 | Call Me When You're Sober in de Nederlandse Top 40 - binnen: 2 september 2006 |
| Week                                                                          | 1                                                                             | 2                                                                             | 3                                                                             | 4                                                                             | 5                                                                             | 6                                                                             | 7                                                                             | 8                                                                             | 9                                                                             | 10                                                                            | 11                                                                            | 12                                                                            |                                                                               |
| ----------------------------------------------------------------------------- | ----------------------------------------------------------------------------- | ----------------------------------------------------------------------------- | ----------------------------------------------------------------------------- | ----------------------------------------------------------------------------- | ----------------------------------------------------------------------------- | ----------------------------------------------------------------------------- | ----------------------------------------------------------------------------- | ----------------------------------------------------------------------------- | ----------------------------------------------------------------------------- | ----------------------------------------------------------------------------- | ----------------------------------------------------------------------------- | ----------------------------------------------------------------------------- | ----------------------------------------------------------------------------- |
| Positie                                                                       | 35                                                                            | 29                                                                            | 28                                                                            | 21                                                                            | 11                                                                            | 11                                                                            | 11                                                                            | 9                                                                             | 11                                                                            | 18                                                                            | 30                                                                            | 39                                                                            | uit                                                                           |